# Edgeworth
Edgeworth és una població dels Estats Units a l'estat de Pennsilvània. Segons el cens del 2000 tenia 1.730 habitants.

## Demografia
Segons el cens del 2000, Edgeworth tenia 1.730 habitants, 644 habitatges, i 510 famílies. La densitat de població era de 436,6 habitants per quilòmetre quadrat.
Dels 644 habitatges en un 37,6% hi vivien nens de menys de 18 anys, en un 70,2% hi vivien parelles casades, en un 7,8% dones solteres, i en un 20,8% no eren unitats familiars. En el 19,7% dels habitatges hi vivien persones soles l'11,3% de les quals corresponia a persones de 65 anys o més que vivien soles. El nombre mitjà de persones vivint en cada habitatge era de 2,69 i el nombre mitjà de persones que vivien en cada família era de 3,1.
Per edats la població es repartia de la següent manera: un 30,2% tenia menys de 18 anys, un 3,1% entre 18 i 24, un 21,6% entre 25 i 44, un 29,1% de 45 a 60 i un 16% 65 anys o més.
L'edat mediana era de 42 anys. Per cada 100 dones de 18 o més anys hi havia 84,1 homes.
La renda mediana per habitatge era de 99.144 $ i la renda mediana per família de 116.613 $. Els homes tenien una renda mediana de 92.616 $ mentre que les dones 45.417 $. La renda per capita de la població era de 69.350 $. Entorn de l'1,4% de les famílies i el 2,1% de la població estaven per davall del llindar de pobresa.

## Poblacions més properes
El següent diagrama mostra les poblacions més properes.